# Feodor von Wehl

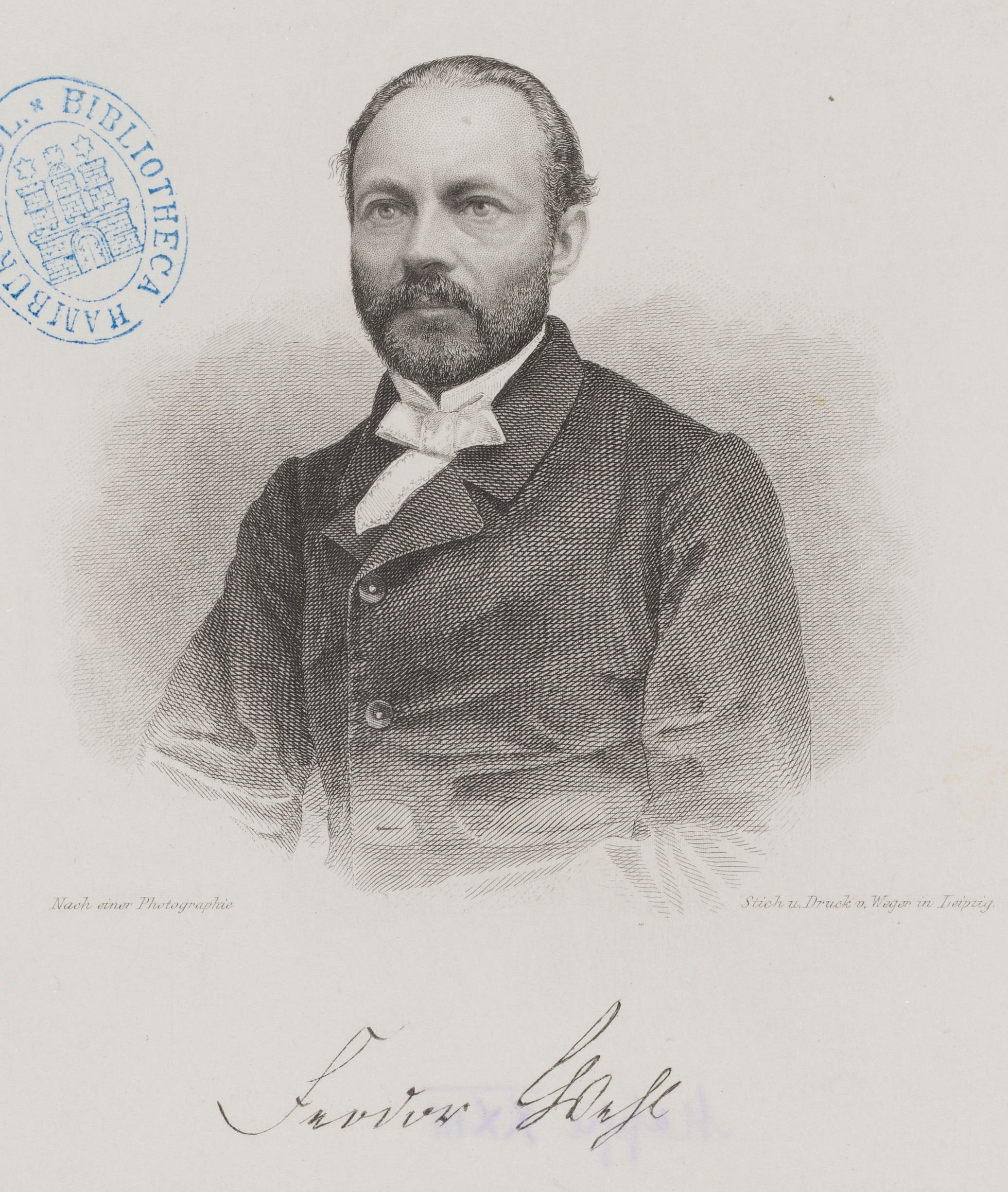
Kupferstich von August Weger

Feodor Wehl, ab 1884 Ritter von Wehl (* 19. Februar 1821 auf Gut Kunzendorf bei Bernstadt; † 22. Januar 1890 in Hamburg) war ein deutscher Schriftsteller, Journalist und Theaterintendant.

## Leben
Feodor Wehl stammte aus der Familie Wehl zu Wehlen, unterzeichnete aber meist nur mit Wehl. Er kam schon früh nach Berlin zu seinem Onkel, dem Stallmeister des Prinzen Carl von Preußen. Er besuchte die Militärrealschule und wurde im Anschluss daran in die Garnison nach Neuruppin versetzt. Dort erlitt er 1836 einen schweren Reitunfall. Nach langem Krankenlager und Rehabilitation quittierte Wehl den Militärdienst und kehrte zu seiner Familie zurück.
Johann Friedrich Dieffenbach, sein Arzt und Freund der Familie riet ihm, sich weiterzubilden und Medizin zu studieren. Wehl entschied sich für Philosophie und Geschichte und unternahm längere Studienreisen nach Paris, London und Rom. Auf diesen Reisen entdeckte Wehl für sich das Theater und begann selbst kleinere Stücke zu schreiben. Zurückgekehrt nach Berlin stellte er sich als Theaterschriftsteller im königlichen Hoftheater vor und machte auch Bekanntschaft mit mehreren Mitgliedern des Ensembles; u. a. Auguste Crelinger, Charlotte von Hagn, Moritz Rott, Karl Seydelmann, Karl Wauer und Amalie Wolff-Malcolmi.
Durch seine Freundschaft mit dem Intendanten Karl Theodor von Küstner kam er auch mit Autoren wie Adolf Glaßbrenner, Philipp Kaufmann und Karl von Holtei zusammen. Mit deren Hilfe konnte Wehl bald schon in Zeitschriften, wie „Berliner Stecknadeln“ bzw. „Berliner Wespen“ erfolgreich veröffentlichen. Mit dem satirischen Gedicht „Der Teufel in Berlin“ fiel er der Zensurbehörde auf und wurde 1845 offiziell verwarnt. Als er sich an einer Faust-Travestie versuchte, wurde er wegen Beleidigung angeklagt und zu neun Monaten Festungshaft verurteilt. Diese Strafe wurde durch sein Gnadengesuch auf sechs Monate reduziert, hatte aber die anschließende Verbannung aus der Hauptstadt zur Folge.
1846 ließ sich Wehl deshalb in Magdeburg nieder und bereits in der Spielzeit 1846/47 fungierte er als Dramaturg des dortigen Theaters. Politisch interessiert und dem Jungen Deutschland nahestehend, war dies natürlich auch in den inszenierten Werken bemerkbar. Das Publikum liebte ihn dafür. Im darauffolgenden Jahr ging Wehl nach Hamburg und arbeitete zusammen mit Georg Gottlieb Schirges beim Telegraph für Deutschland.
Ab 1851 redigiert Wehl die Zeitschrift Die Jahreszeiten und lernte dadurch u. a. auch Heinrich Laube kennen. Dieser engagierte ihn bald für die Redaktion seiner Zeitschrift für die elegante Welt. Durch die unterschiedliche Beurteilung gerade französischer Theaterstücke kam es aber zum Bruch der beiden Freunde.
Ab 1859 fungierte Wehl als einer der verantwortlichen Redakteure der liberalen Tageszeitung Reform. Trotz dieser „Schwierigkeiten“ wurde er noch im selben Jahr in absentia durch die Universität Hamburg promoviert.
1860 gründete Wehl Die deutsche Schaubühne, eine monatlich erscheinende Zeitschrift mit dem Anliegen Theaterstücke und deren Bearbeitungen, aber auch als „kritische Rundschau über die Leistungen der einzelnen Bühnen zu berichten“. Noch im selben Jahr heiratete Wehl in Hamburg Mathilde Treusein und hatte mit ihr einen Sohn. Im darauffolgenden Jahr ließ sich Wehl zusammen mit seiner Familie in Leipzig nieder und schrieb dort meistenteils für das Feuilleton der Constitutionellen Zeitung. Ab 1866 thematisierte er aber immer häufiger – als Freund der kleindeutschen Lösung – die preußische Tagespolitik.
Zu Beginn des preußisch-deutschen Kriegs ging Wehl mit seiner Familie zurück nach Norddeutschland und ließ sich in Uhlenhorst als freier Schriftsteller nieder. Bis 1848 hatte Wehl in verschiedenen Fragen den Intendanten des Stuttgarter Hoftheaters, Ferdinand von Gall beraten. An diese Zusammenarbeit wollte nun Hofkammerdirektor von Gunzert wieder anknüpfen. Wehl wurde mit Wirkung vom 23. Juli 1874 als „künstlerischer Direktor“ engagiert und ließ sich in Ludwigsburg nieder, da sein Sohn in der dortigen Garnison diente. Durch den Nachfolger Gunzerts, Hofdomänenrath Tscherning, wurde Wehl im Oktober 1884 gekündigt. Im gleichen Jahr erhielt er den Orden der Württembergischen Krone und damit den Personaladel.
1886 kehrte er nach Hamburg zurück und schrieb wieder als Feuilletonist für die Zeitschrift Reform. Vier Wochen vor seinem 69. Geburtstag starb Feodor von Wehl am 22. Januar 1890 in Hamburg und fand dort auch seine letzte Ruhestätte.

## Werke (Auswahl)
- Berliner Wespen. Heft 1–5. Simion (Heft 3–5: Reclam), Berlin (Heft 3–5: Leipzig) 1843
- Berliner Stecknadeln. Heft 1–2. Schepeler, Berlin 1844
- Der Teufel in Berlin. Dramatische Scenen. Verlags-Comptoir, Hamburg 1845 (Digitalisat)
- Der kleine illustrirte Fremdenführer nach und auf Helgoland, Berendsohn, Hamburg 1848
- Die galanten Damen der Weltgeschichte. Bd. 1–3. Berendsohn, Hamburg 1848–1851
- Hamburgs Literaturleben im achtzehnten Jahrhundert. Brockhaus, Leipzig 1856 (Digitalisat)
- Novellen. Neue Herzens-Geschichten. Expedition, Hamburg 1860
- Allerweltsgeschichten. Ein Novellenbuch. Trewendt, Breslau 1861
- Ganz Helgoland für 10 Silbergroschen. Illustrirter Fremdenführer von Hamburg nach Helgoland und Begleiter auf der Insel in allen ihren Theilen. Berendsohn, Hamburg 1861 (Digitalisat)
- Fliegender Sommer. Leichte Skizzen. Meinhold, Dresden 1862 (Digitalisat)
- Unheimliche Geschichten. Meinhold, Dresden 1862 (Digitalisat)
- Dramen. Bd. 1–5. (1–4: Lustspiele; 5: Schauspiele.) Matthes, Leipzig [1864–1869]
- Der Mann der Todten oder Ewige Liebe. Eine Erzählung für sinnige Gemüther. Wienecke, Dresden 1866
- Didaskalien. [Dramaturgische Aufsätze.] Matthes, Leipzig 1867
- In Mußestunden. Ernste und heitere Essays zum Vorlesen. Matthes, Leipzig 1867
- Plausch-Geschichten. Matthes, Leipzig 1867
- Vom Herzen zum Herzen. Gedichte. Matthes, Leipzig 1867
- Am sausenden Webstuhl der Zeit. [Aufsätze.] Bd. 1–2. Matthes, Leipzig 1869
- Herzens-Mysterien. Matthes, Leipzig 1870
- Gesammelte dramatische Werke. Bd. 1–6. (Bd. 1–5: 2. Aufl.) Reclam, Leipzig [1879–1886]

1. Ein Bräutigam, der seine Braut verheirathet. – Alter schützt vor Thorheit nicht. – Die Tante aus Schwaben. – Eine Frau, welche die Zeitungen liest. – Ein modernes Verhängniß. – Romeo auf dem Büreau.
2. Der Kosmos des Herrn v. Humboldt. – Das Haus Haase. – Graf Thyrsis. – Wer zuletzt lacht, lacht am besten.
3. Die drei Langhänse. (Nach einem Lustspiele von Fritz Reuter). – Eine glühende Kohle. – Man soll den Teufel nicht an die Wand malen. – Ein Vorspiel der Liebe. (Sololustspiel). – Wie gut es manchmal ist, jemanden nicht zu treffen. (Sololustspiel). – Wie man zu einer Erklärung kommt.
4. Sie weiß sich zu helfen. – Alles für Andere – Demokrit und Heraklit oder der lachende und der weinende Philosoph. – Fenster auf und Fenster zu. – Ueberall Politik.
5. Ein Bubenstreich. – Hölderlins Liebe. – Constantin, oder der Sieg des Christenthums.
6. Siebeneichen, der Mann der Treue. – Ehre und Liebe. – Ein Pionier der Liebe. – Der Schatz. – Wie man sich irren kann.

- Fünfzehn Jahre Stuttgarter Hoftheater-Leitung. Ein Abschnitt aus meinem Leben. Richter, Hamburg 1886
- Das Junge Deutschland. Ein kleiner Beitrag zur Literaturgeschichte unserer Zeit. Mit einem Anhange seither noch unveröffentlichter Briefe von Th. Mundt, H. Laube und K. Gutzkow [an Wehl]. Richter, Hamburg 1886
- Theodor Storm. Ein Bild seines Lebens und Schaffens. Reher, Altona 1888
- Aus dem früheren Frankreich. Kleinere Abhandlungen. Bruns, Minden 1889
- Zeit und Menschen. Tagebuch-Aufzeichnungen aus den Jahren 1863–1884. Bd. 1–2. Reher, Altona 1889
- Alfred Meißner. Erinnerungen. Mit zahlreichen, bisher ungedruckten Briefen Alfred Meißners. Ottmann, Leipzig 1892
- Dramaturgische Bausteine. Gesammelte Aufsätze aus dem Nachlasse hrsg. von Eugen Kilian. Schulze, Oldenburg u. Leipzig [1892]